# Libwww
Libwww é um sistema altamente modular e cliente secundário de web API escrito em C para Unix e Windows, e é também o nome da implementação de referência desta API. 
Pode ser usado tanto para aplicações grandes e pequenas, incluindo: Navegadores/editores, robôs e ferramentas de lote. Existem módulos plugáveis fornecidos com Libwww que incluem HTTP/1.1 completo com cache, pipelining, POST, Autenticação Digest, deflate, etc.
O objetivo do libwww é servir como um teste para experimentos de protocolo. 
Tim Berners-Lee criou Libwww em Novembro de 1992, a fim de demonstrar o potencial da World Wide Web. Aplicações com os comandos amplos em linhas de textos e navegadores como Lynx e Mosaic web browser usaram Libwww.